# Cayucos
Cayucos es un lugar designado por el censo ubicado en el condado de San Luis Obispo en el estado estadounidense de California. En el año 2000 tenía una población de 2.943 habitantes y una densidad poblacional de 327 personas por km².

## Geografía
Cayucos se encuentra ubicado en las coordenadas 35°19′0″N 120°50′8″O / 35.31667, -120.83556. Según la Oficina del Censo, la ciudad tiene un área total de 9 km² (3,5 mi²), de la cual 8 km² (3,1 mi²) es tierra y 1 km² (0,4 mi²) 11.24% es agua.

## Demografía
Los ingresos medios por hogar en la localidad eran de $42,841, y los ingresos medios por familia eran $53,594. Los hombres tenían unos ingresos medios de $35,333 frente a los $31,359 para las mujeres. La renta per cápita para la localidad era de $26,525. Alrededor del 8.2% de la población estaban por debajo del umbral de pobreza.

## Datos de Interés
Cayucos tiene el Saloon Bar más famoso del mundo, el Old Cayucos Tavern & Cardroom, el cual está a revosar de gente de toda índole a todas horas del día. Además, cabe reseñar que Cayucos se encuentra a tan solo 5 horas en avión desde Nueva York y es un destino perfecto para casarse, al estar a 5 horas en avión de Hawái.